# Smědava (zámek)
Smědava byl lovecký zámek zbudovaný v Jizerských horách na Smědavě jako součást tamní Clam-gallasovské obory.

## Historie
Šlechtický rod Clam-Gallasů nechal mezi roky 1848 a 1852 vybudovat v Jizerských horách na ploše 55 kilometrů čtverečních vybudovat oplocenou oboru. Chtěli tak zajistit, aby mohli majitelé pohodlně lovit jeleny, daňky či srnce, a zároveň zabránit útěku chované zvěře na sousední panství nebo poškozování polí a sadů svých poddaných. Když se obora rozšiřovala, nechal tehdejší majitel panství Franz Clam-Gallas v letech 1910 až 1911 vybudovat na Smědavě lovecký zámeček, ve kterém se mohlo panstvo při honu občerstvit. Projekt stavby vypracoval frýdlantský stavitel a nájemce parní pily Josef Hönig, který poté výstavbu objekt také zrealizoval. Vodu do domu přiváděl gravitační vodovod, který využívala také blízká horská chata. Od roku 1936 byl objekt připojen k elektrické síti, když mu energii vyráběla malá vodní turbína poháněná vodou z Bílé Smědé. K zámečku navíc ještě patřil dřevník spolu s velkou garáží dimenzovanou na uskladnění kočáru nebo saní.
Stavba se nacházela na pozemku ve tvaru trojúhelníku, který byl vymezen stejným dřevěným plaňkovým plotem osazeným na žulových sloupcích, jaký ohraničoval celou oboru. Na volné ploše pozemku údajně plánoval místní horský spolek zřídit botanickou zahradu. Zda hrabě Clam-Gallas žádosti vyhověl není jasné, ale vyskytují se zde kleče (Pinus mugo), hořce (Gentiana), kýchavice (Veratrum) či mléčivce (Cicerbita), kteří nejsou místními.
Od zámečku vedla do nitra hor, směrem ke Smědavské hoře (1084 m n. m.) lovecká stezka podél toku Bílé Desné, kterou překonala po mostku, serpentinami dále pokračovala k okružní cestě a následně až k vrcholu kopce. O kvalitu loveckých stezek clam-gallasové úzkostlivě dbali. Například před loveckými sezónami jejich povrch pečlivě nechali vyčistit, aby pod lovci nepraskla ani větvička a nevyplašila tak zamýšlený úlovek.
Po druhé světové válce využívaly prostory zámečku ke svému ubytování dělníci pracující na lesních brigádách v okolí. Vešlo se jich sem asi čtyřicet. Od padesátých let 20. století se v suterénu objektu nacházela i umývárna. Od roku 1963 využíval objekt hejnický okrsek Horské služby. K dlouhodobému ubytování se zámeček nevyužíval, pouze jednou po válce tam bydlel hajný, jenž pečoval o někdejší polesí Jizera a původně přebýval v chatě nesoucí název Kůrovec.
Na podzim roku 1969 byl zámeček napojen na centrální septik. Následně se měla vyhodnotit požární bezpečnost a po ní v objektu začít budovat centrální topení. Radiátory už sice byly přivezeny a do zahájení montáží zbývalo několik dní, avšak v pátek 7. listopadu 1969 vypukl v zámečku požár. Není známá jeho přesná příčina, kterou mohlo například být vadný komín nebo gumové boty sušící se u kamen. Intenzitu požáru zvýšila i jedna z uskladněných plynových bomb.
Po uhašení požáru byly zbytky stěn a tělesa komínů strženy a zachovány zůstaly jen základy s podsklepením. Ač následně projektanti zpracovali návrh obnovy vyhořelé budovy, na její realizaci se nenacházely finanční prostředky. Během devadesátých let 20. století zde plánovala vybudovat Horská služba své stanoviště. Nechala vypracovat projekt, který sice plánoval zachovat původní ráz zámečku, nicméně počítal i s uskladněním rolby. Ač již byly zahájeny práce přímo na stavbě, nakonec horská služba nezískala potřebné dotace, a musela tak stavbu zastavit.

## Popis stavby
Jednopatrový roubený objekt zámečku stál na masivní žulové podezdívce, pod níž se nacházely sklepní prostory. Z cihel byly v objektu vyzděny pouze čtyři komíny. Do domu se vstupovalo třemi vchody, přičemž z jižní strany vedl po schodišti přímo do patra, ostatní do přízemní části. V prvním patře se na severní a západní straně nacházely lodžie, jež se na zimu zakrývaly. Střechu zámečku pokrýval šindel a na hřebeni se nacházela korouhvička s tetřevem prostřeleným ranou z kulovnice. Okna zakrývaly zeleně zbarvené okenice a spáry mezi jednotlivými trámy měly bílou barvu. Všechny balustrové sloupky, krovy či ližiny byly bohatě vyřezávané. Hlavní vstupní dveře chránila kovaná mříž stylizovaná do tvaru srdce.
V interiéru se na každém podlaží nacházela koupelna vybavená válcem na ohřev teplé vody. Byla tu rovněž bílá a modřínová ložnice, kuchyň a kancelář. K vybavení zámečku na konci čtyřicátých let 20. století patřily v zasklených skříních vystavené historické lovecké zbraně, dále formy na lití kulí, růžky na střelný prach a nacházela se tu i bohatá výzdoba loveckých trofejí. Následně mělo být vše odvezeno údajně do Frýdlantu.